# 橈骨遠位端骨折
橈骨遠位端骨折（とうこつえんいたんこっせつ）は、手首の骨折とも言われており、手首に近い橈骨が骨折した状態のことである。症状は手首の痛み、痣、急速な腫れが挙げられる。さらに手首の変形が診られることもある。また、橈骨と共に尺骨も骨折していることがある。
若い人が橈骨遠位端骨折するよくある原因は、スポーツや交通事故による場合がほとんどである。高齢者の最も一般的な原因は、転倒時に手をつく行為によるものである。橈骨遠位端骨折には特定の種類があり、それらは:コーレル骨折、スミス骨折、バートン骨折、ショウファー骨折である。診断は一般的に症状の診察とX線により確認される。
治療は6週間のギプスの装着または手術である。接着面が割れており断面が合わない場合や、橈骨が短い場合、または橈骨の接合面が10%以上後方に傾いている場合は一般的に手術が必要である。ギプスの装着で治療をしている人は治療から3週間以内に再度X線にて正常な位置で回復しているか経過確認することが勧められる。
橈骨遠位端骨折骨折は一般的な骨折である。25%～ 50%の骨折は橈骨遠位端骨折である。一般的に若い男性と高齢の女性に最も見られる。完治するまでに1年間または2年間かかることがある。

## 治療
外固定期間は 4〜6 週とされる。